# Hesekiels bok
Hesekiels bok är en skrift i judendomens Neviim och kristendomens Gamla testamente, som inleds med en beskrivning av profeten Hesekiels kallelse (1–3:21). Boken kan därefter indelas i följande tre partier:
1. En rad fördömanden av judarna för deras olydnad mot Gud (3:22–24), med varningar om Jerusalems förstörelse.
2. Profetior riktade mot diverse grannfolk: ammoniterna (25:1–7), moabiterna (8–11), edomiterna (12–14), filistéerna (15–17), folken i Tyrus och Sidon (26–28) samt Egypten (29–32).
3. Profetior efter det att Nebukadnessar II förstört Jerusalem; Israels och Guds rikes triumf på jorden (33–39); Messias ankomst (40; 48).